# Targaremini
Tribu
Les Targaremini sont une tribu d'insectes hétéroptères (punaises) de la famille des Rhyparochromidae.

## Description
De taille petite à moyenne, ces punaises ont tous les stigmates abdominaux (ou spiracles) situés ventralement. et les trichobothries du 5e sternite placées en avant du stigmate (alors qu'une trichobothrie est postérieure au stigmate chez les Antillocorini et chez les Lethaeini). 
Les juvéniles ont la suture dorsale de l'abdomen se terminant en « Y » sur les côtés (pas de « Y » chez les Antillocorini et les Lethaeini). 
Les Targaremini présentent un polymorphisme alaire, et souvent sans capacité de voler, avec des formes souvent coléoptéroïdes (ressemblant à des coléoptères), c'est-à-dire avec la corie et le clavus (parties coriacées de l'aile antérieure) fusionnés, et la membrane réduite ou absente.

## Répartition et habitat
Cette tribu a une répartition australasienne, avec de nombreuses espèces endémiques de Nouvelle-Zélande, de Nouvelle-Calédonie, de Vanuatu (anciennement Nouvelles-Hébrides), d'Australie et de Nouvelle-Guinée. Les espèces sont presque toutes endémiques des régions où on les rencontre.  
Par exemple, les trente espèces rencontrées en Nouvelle-Zélande sont endémiques, avec trois centres d'endémisme qui rassemblent chacun 20% des espèces néozélandaises : le Nord de l'île du Nord et les îles avoisinantes, le Nord de l'île du Sud, et le Sud de l'île du Sud.
L'habitat de la majorité des espèces est mésique (tempéré) boisé ou forestier. On les rencontre entre le sol et la litière, ou sous des plantes tapissantes comme des fougères, des mousses, des lichens ou des hépatiques,. 

## Biologie
On connaît mal leur biologie. Il s'agit de mangeuses de graines qu'elles sucent avec leur rostre. Il semble qu'elles soient plutôt généralistes, sans hôtes spécifiques.  
Il n'y a pas de description d'impact économique connu, malgré leur apparition parfois en grandes concentrations,.  

## Systématique
Ce groupe a été érigé par Peter D. Ashlock en 1964 en en extrayant ses membres des Lethaeini avec lesquels ils étaient amalgamés jusqu'alors.   
Les premiers genres décrits l'ont tous été de Nouvelle-Zélande : 
- deux en 1878 par Francis Buchanan White (1842-1894)[6] ;
- cinq en 1953 par Thomas Emmanuel Woodward (1918-1985)[7] ;
- un en 1967 par Alan Charles Eyles (d)[8]).

D'autres ont été décrits ou rattachés à ce groupe ultérieurement,,,,.   
Mali B. Malipatil (d) révise les Targaremini de Nouvelle-Zélande en 1977.  
Aujourd'hui, le groupe contient une vingtaine de genres et une cinquantaine d'espèces, dont le site Lygaeoides Species Files donne un catalogue.  
Le genre type est Targarema White, 1878 et l'espèce type T. stali White, 1878. 

### Étymologie
Le nom est construit à partir de Targarema, nom de genre créé par F. B. White et de « -ini », la terminaison propre aux tribus selon le code international de nomenclature zoologique (art 29.2). Le nom Targarema, est une anagramme de Margareta, autre nom de genre créé par White au même moment, en hommage à sa femme Margaret (genre aujourd'hui classé dans les Stygnocorini). White ne s'est pas arrêté là, car dans le même ouvrage, il crée également deux genres à partir d'autres anagramme de Margareta, Metagerra (également classé aujourd'hui dans les Targaremini) et Argaterma (Cicadellidae). T. E. Woodward, en 1953,  a continué dans la même veine en créant le genre Regatarma, de même que Malipatil en 1977 pour son genre Geratarma, ces deux genres appartenant également aux Targaremini, hommages indirects à White.

### Liste des genres
Selon BioLib (30 décembre 2022), complété à partir de Lygaeoidea Species Files :
- genre Australotarma Woodward, 1978
- genre Baladeana Distant, 1914
- genre Calotargemus Scudder, 1978
- genre Forsterocoris Woodward, 1953
- genre Geratarma Malipatil, 1977
- genre Hebrolethaeus Scudder, 1962
- genre Lachnophoroides Distant, 1914
- genre Metagerra White, 1878
- genre Millerocoris Eyles, 1967
- genre Mirrhina Distant, 1920
- genre Paramirrhina Malipatil, 1983
- genre Paratruncala Malipatil, 1977
- genre Popondochromus Dellapé & Henry, 2020 (syn : Popondetta Woodward, 1978)
- genre Regatarma Woodward, 1953
- genre Ruavatua Miller, 1956
- genre Sylvacligenes Scudder, 1962
- genre Targarema White, 1878
- genre Targarops Woodward, 1978
- genre Truncala Woodward, 1953
- genre Truncaloides Woodward, 1978
- genre Trypetocoris Woodward, 1953
- genre Woodwardiana Malipatil, 1977

## Galerie

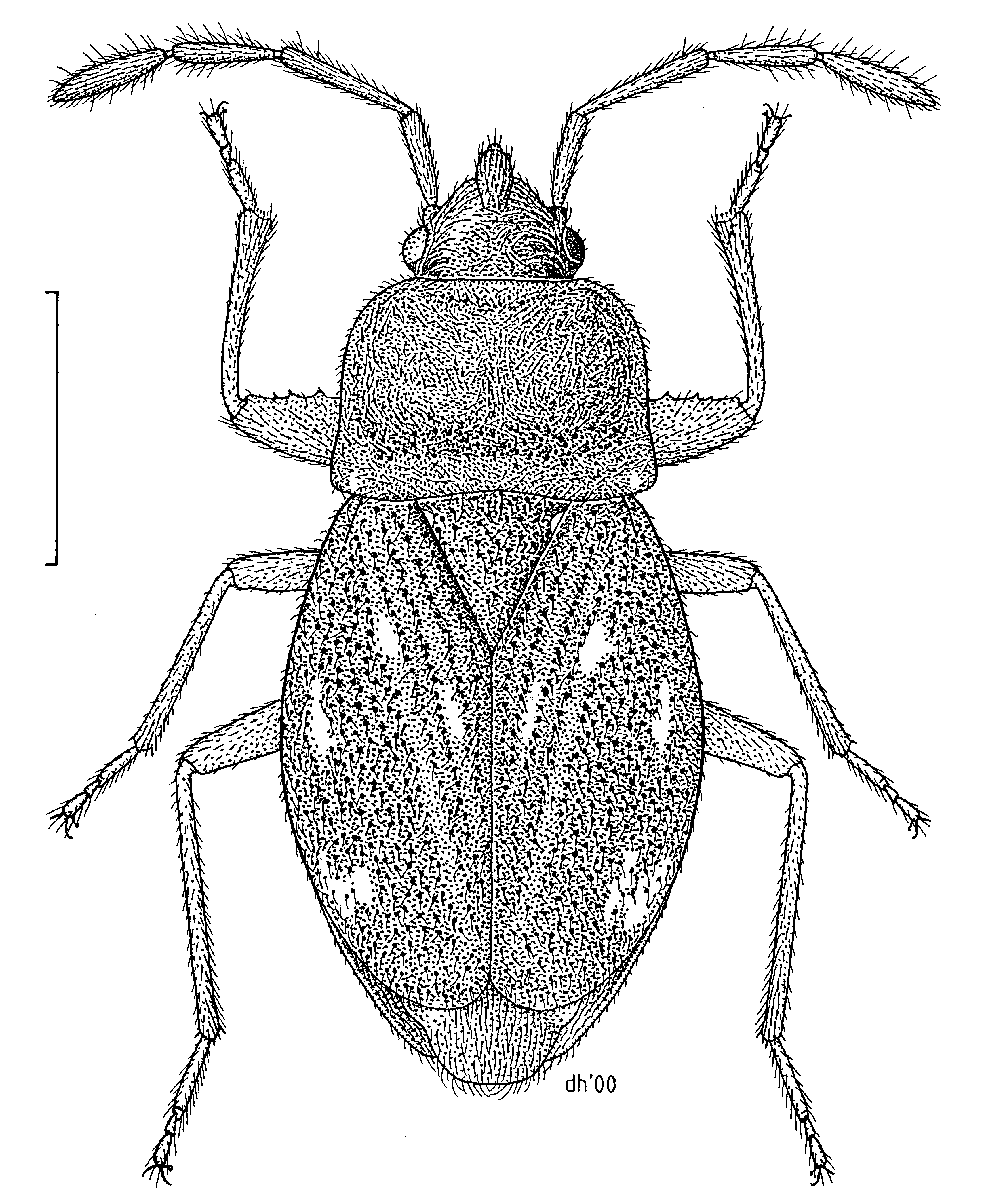
Forsterocoris sinuatus, Nouvelle-Zélande, dessin de Desmond W. Helmore.
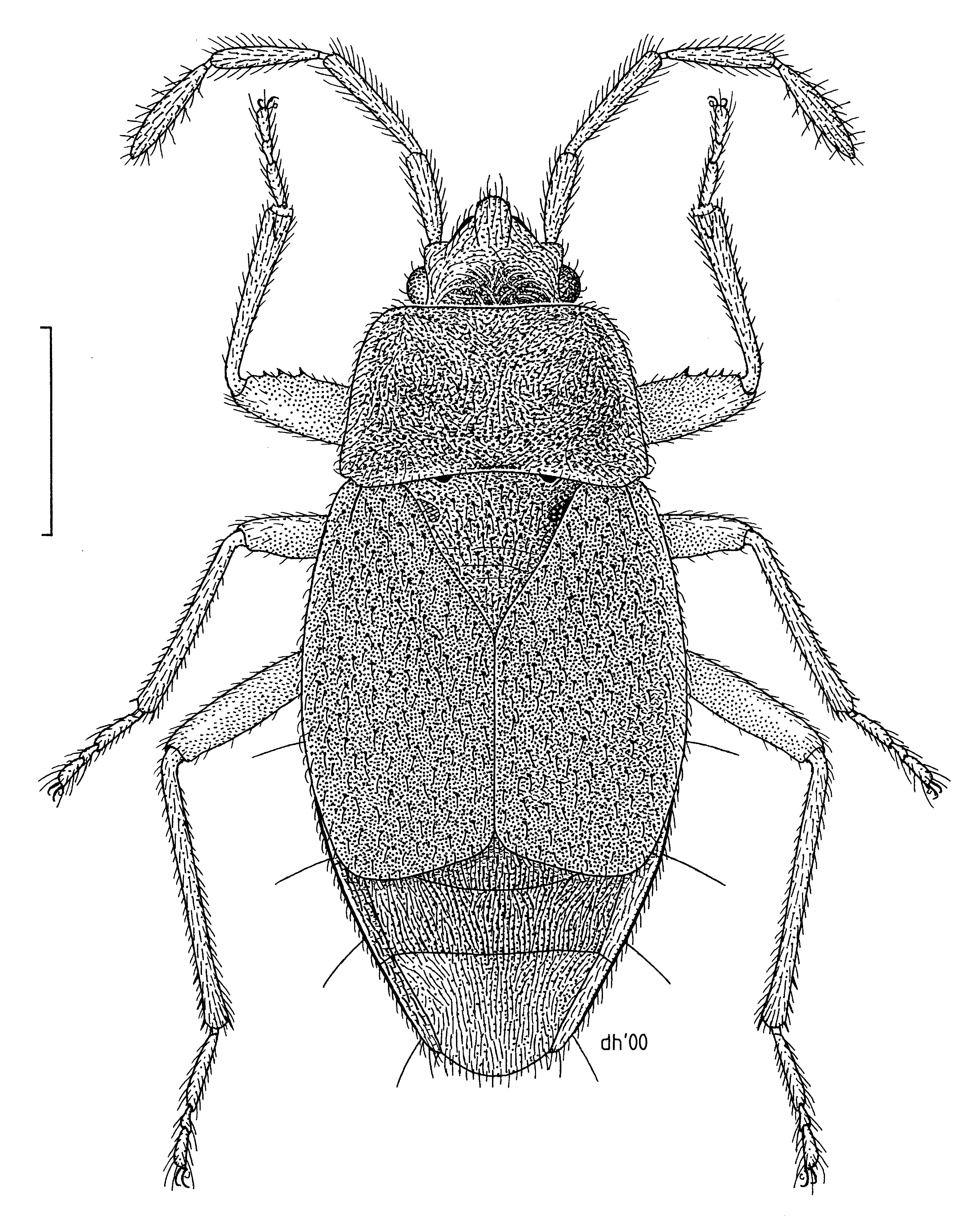
Geratarma eylesi, Nouvelle-Zélande, dessin de Desmond W. Helmore.
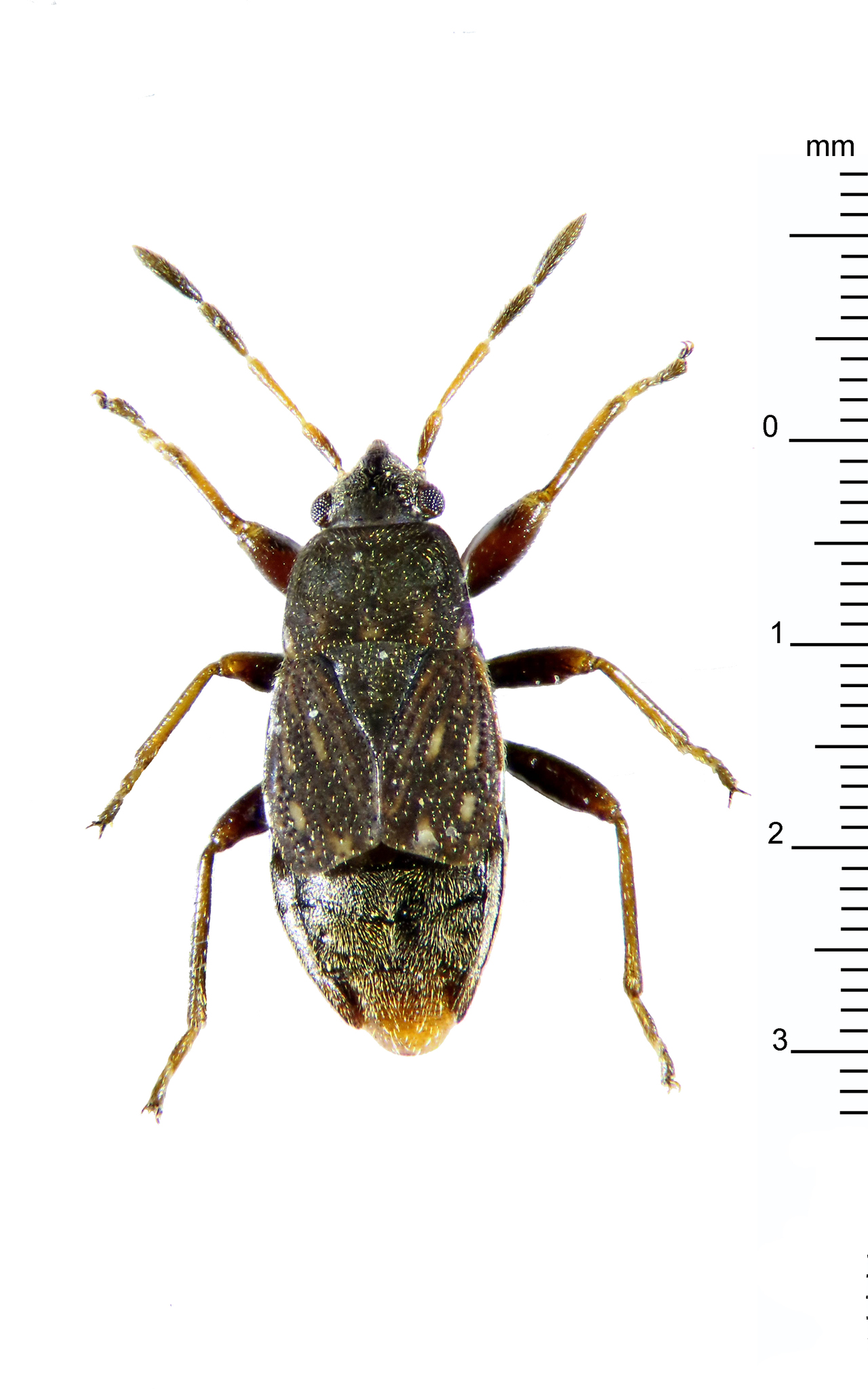
Metagerra truncata, Nouvelle-Zélande.
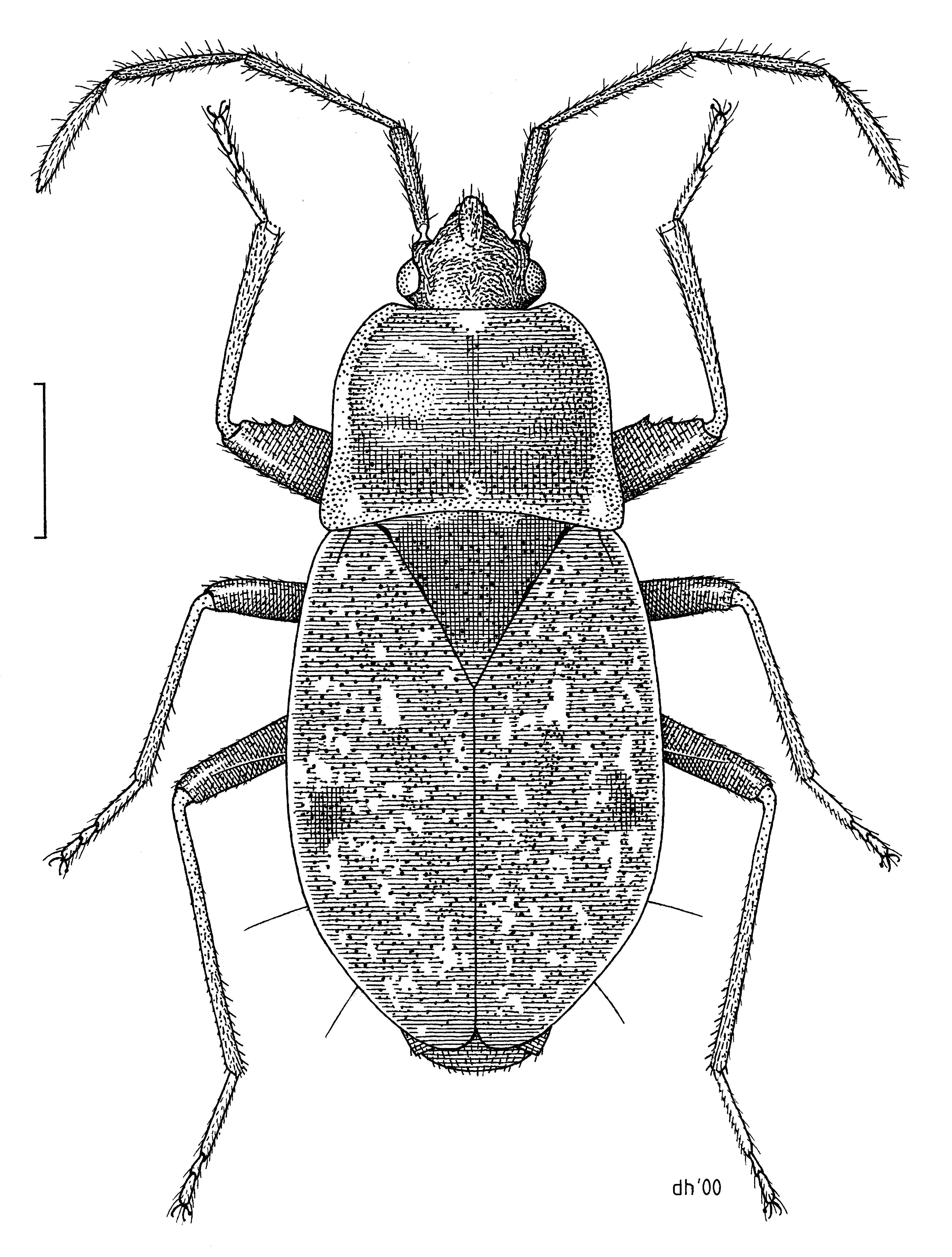
Millerocorus ductus, Nouvelle-Zélande, dessin de Desmond W. Helmore.
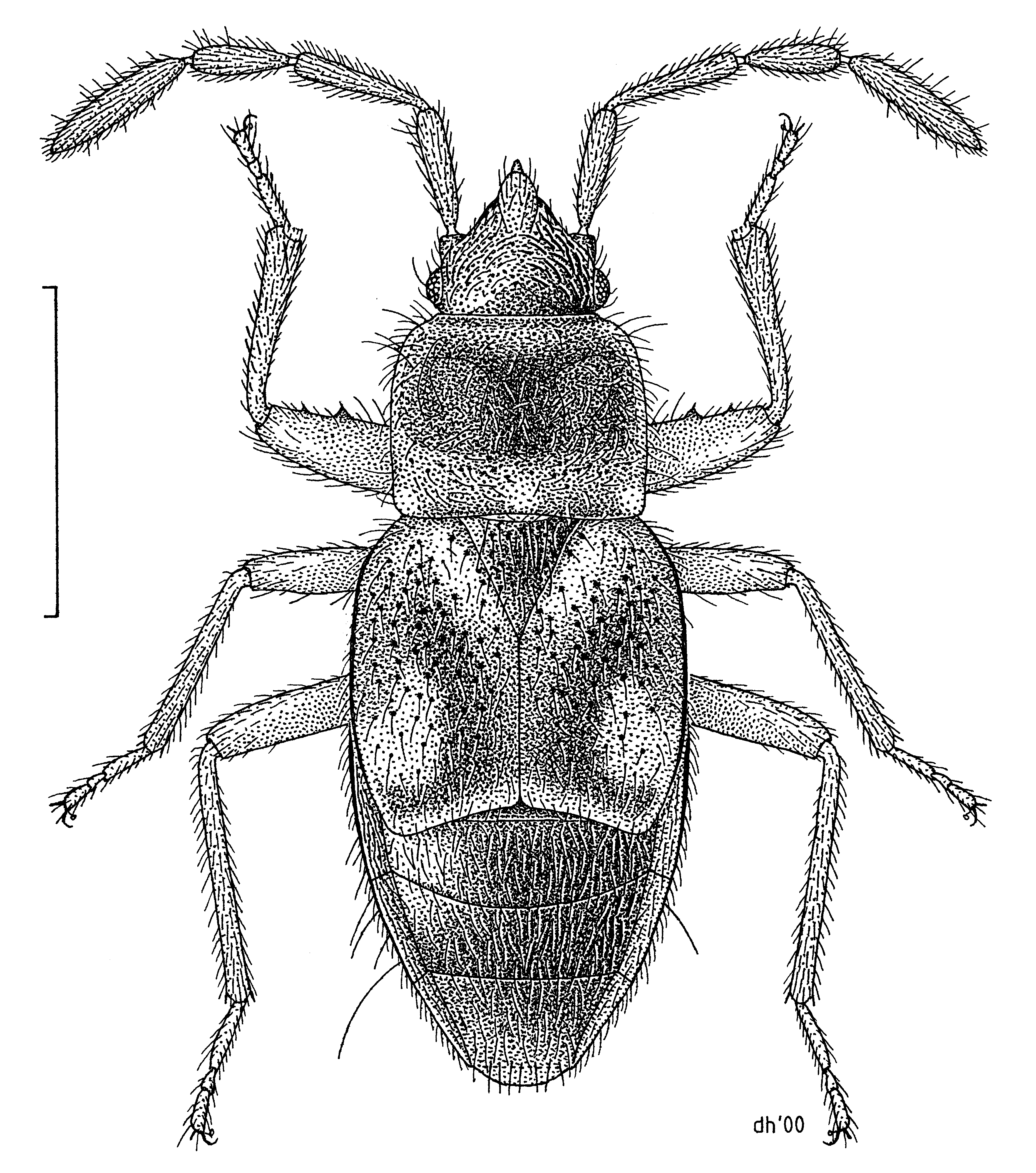
Paratruncala insularis, Nouvelle-Zélande, dessin de Desmond W. Helmore.
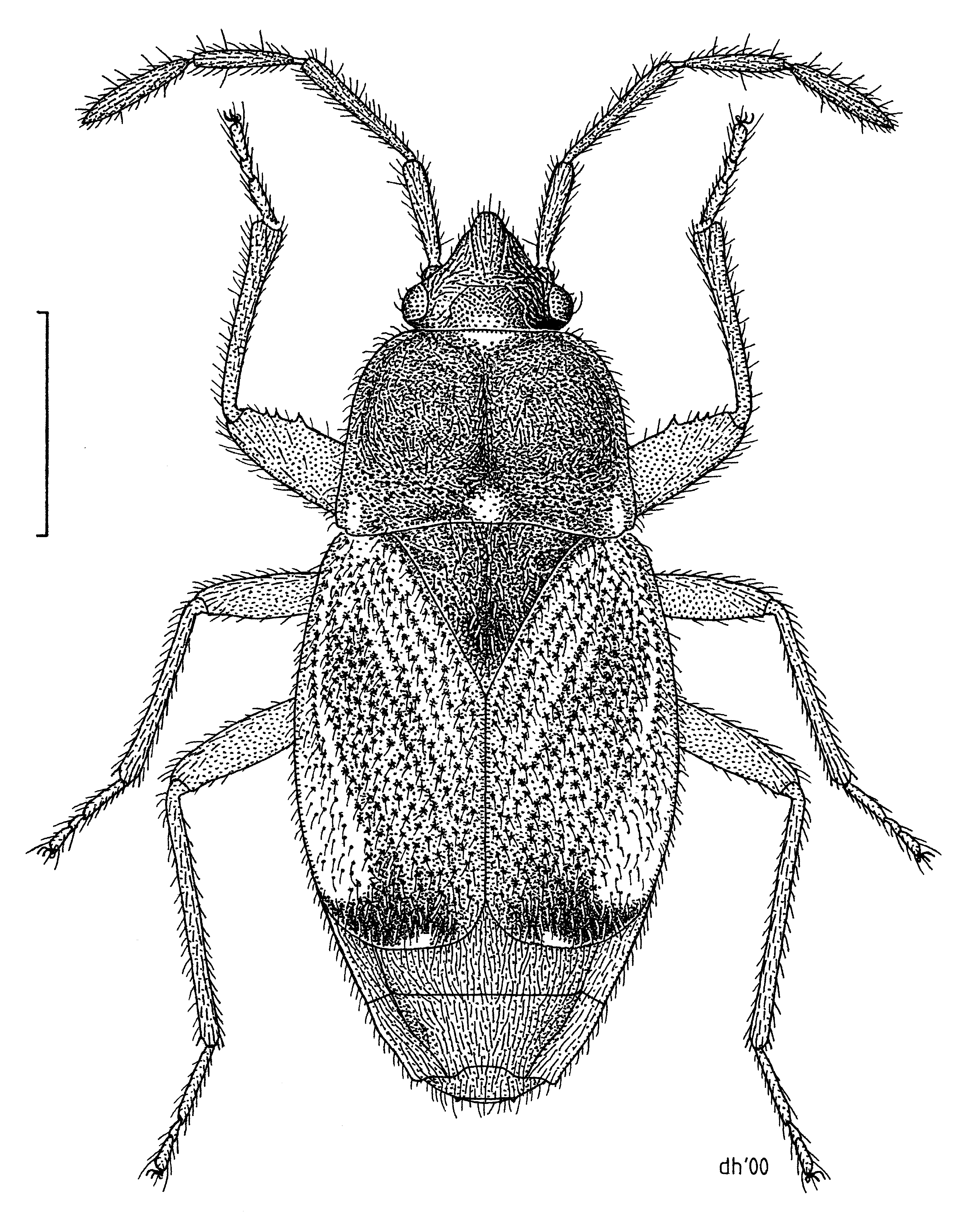
Regatarma forsteri, Nouvelle-Zélande, dessin de Desmond W. Helmore.
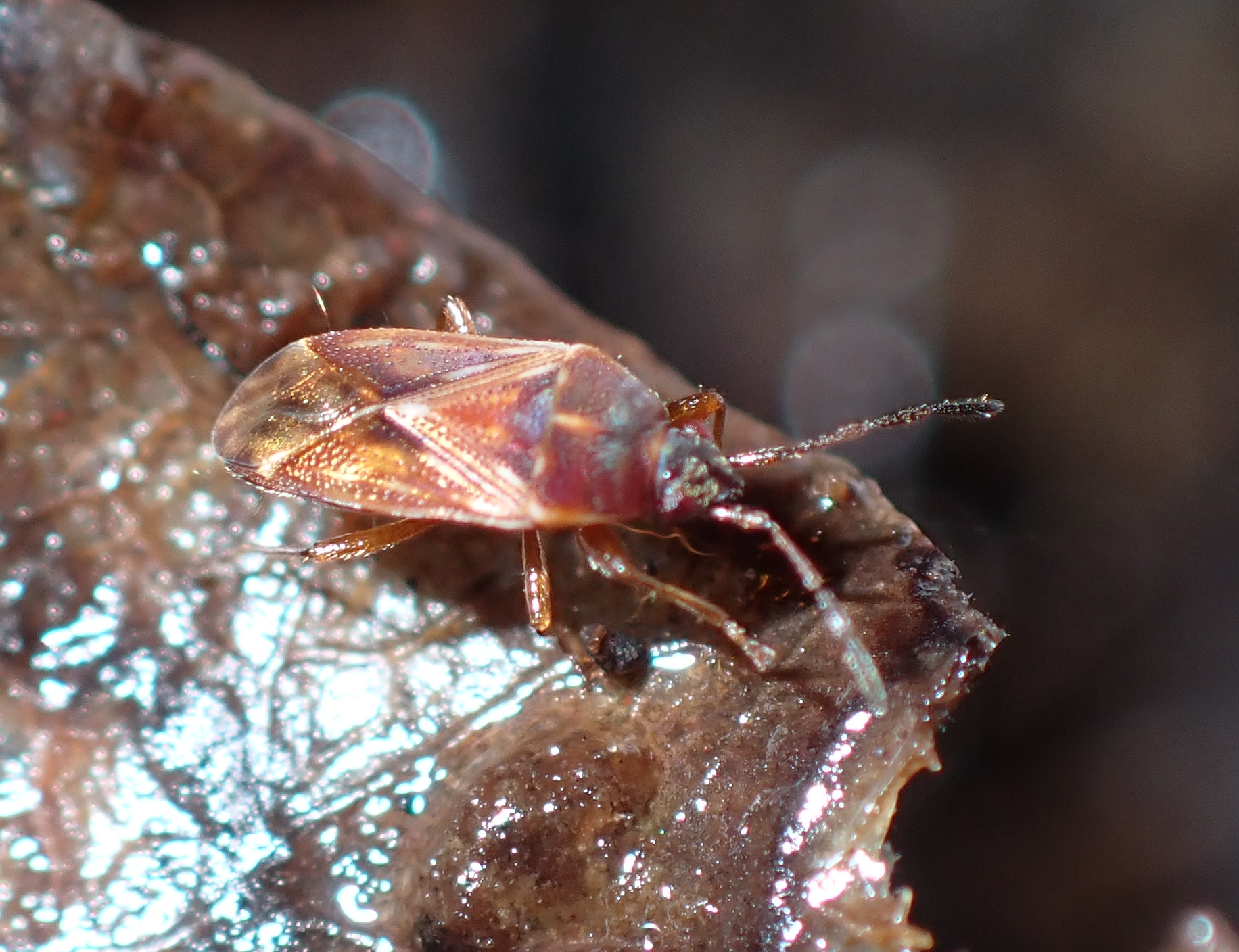
Targarema stali, Nouvelle-Zélande.
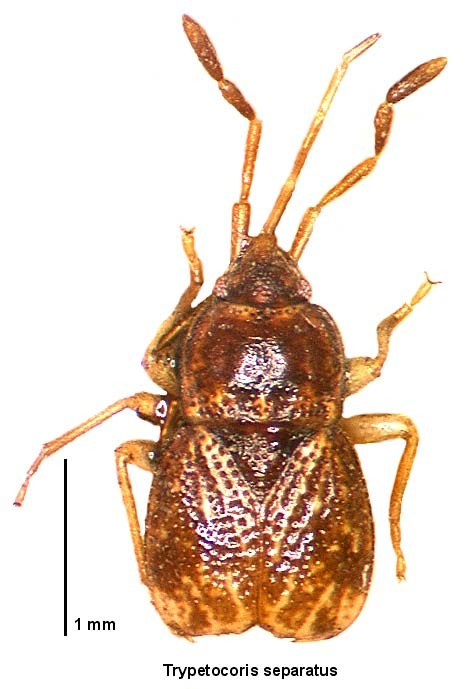
Trypetocoris separatus, Nouvelle-Zélande.
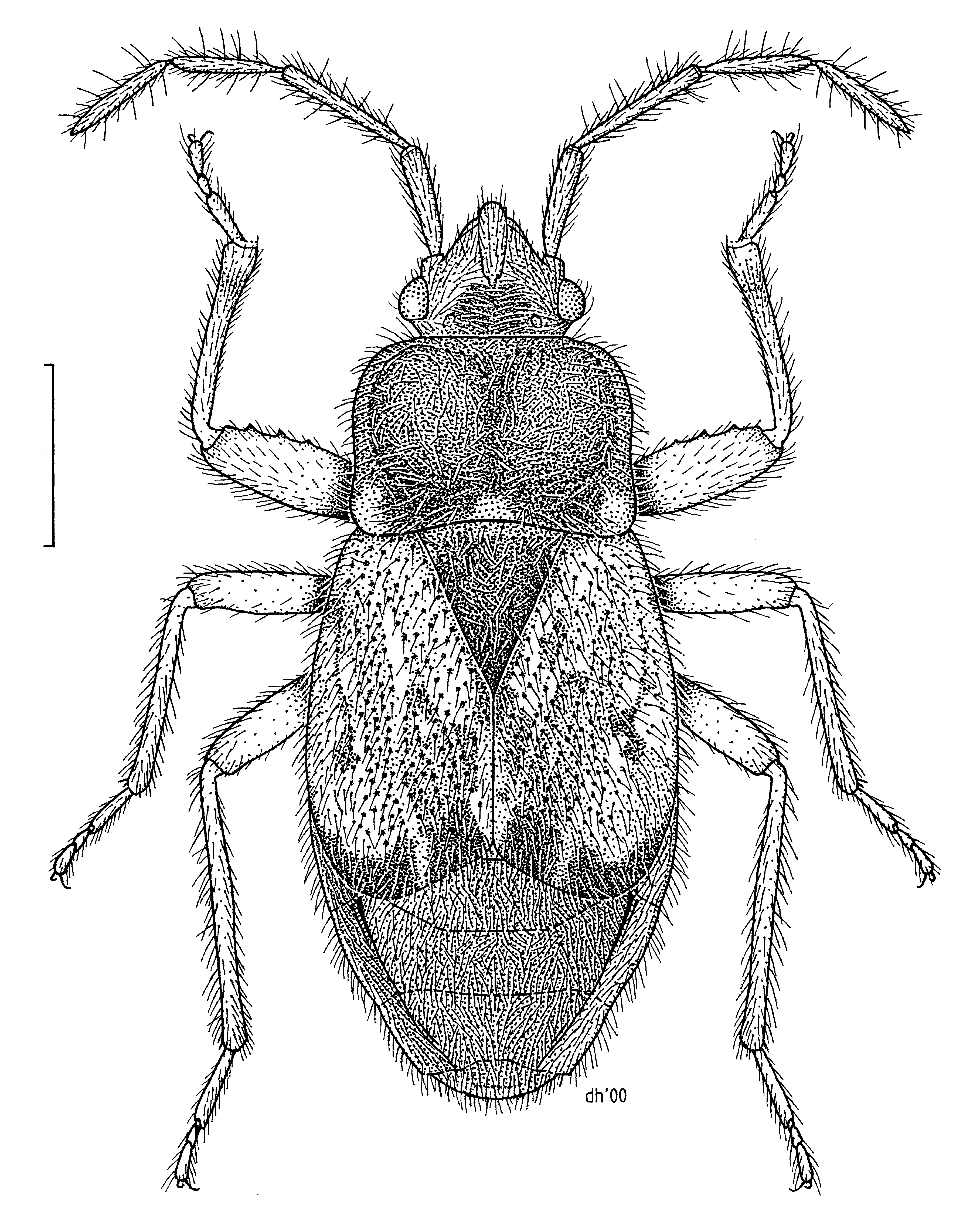
Truncala hirsuta, Nouvelle-Zélande, dessin de Desmond W. Helmore.
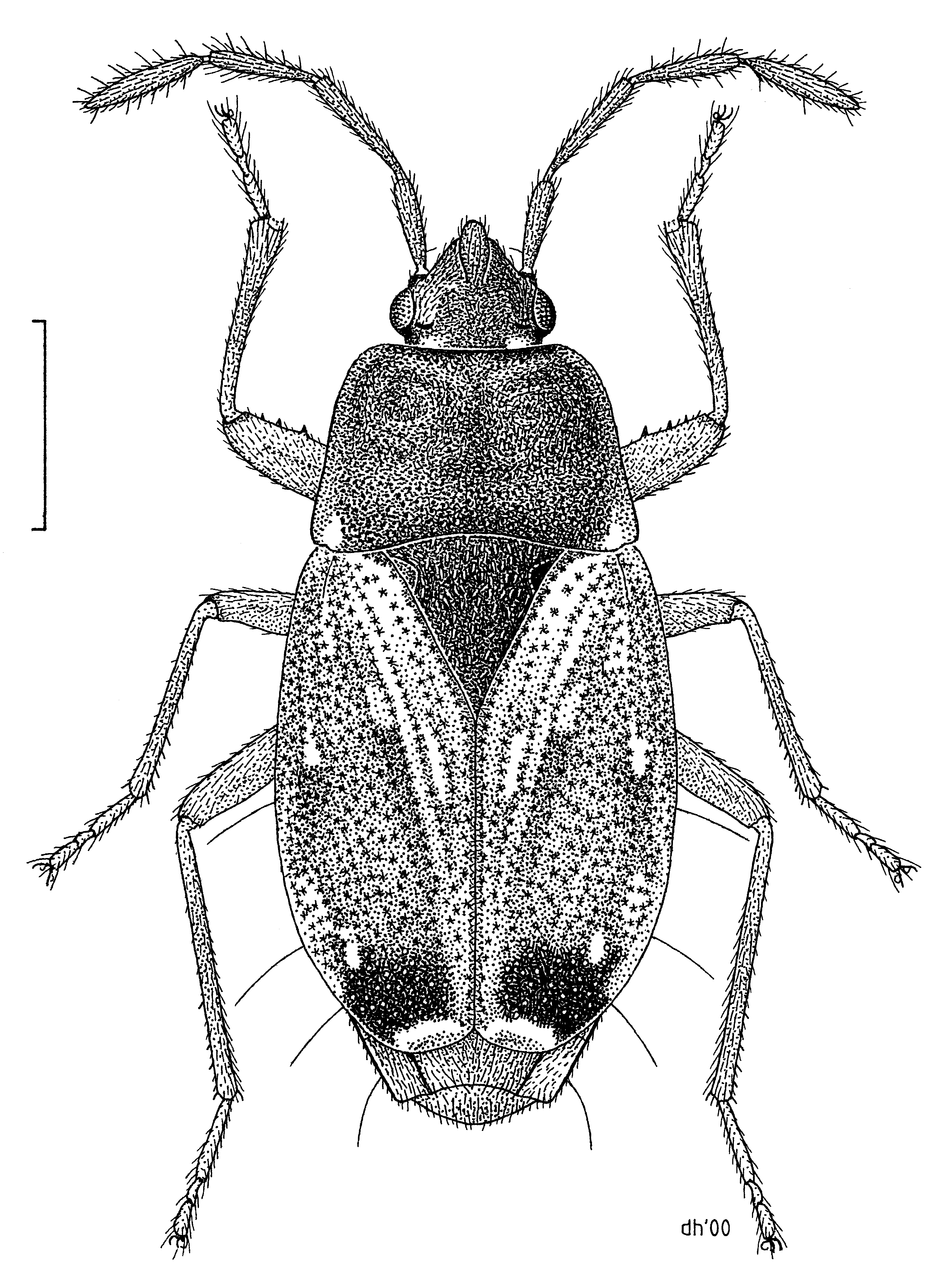
Woodwardiana evagorata, Nouvelle-Zélande, dessin de Desmond W. Helmore.